# Treno/È l'ora
Treno/È l'ora è il quarto singolo dei Delirium, pubblicato a settembre del 1972. Anche questo disco è costituito da due canzoni: Treno ed È l'ora. In realtà la canzone Treno (scritta da Ivano Fossati e Mimmo Di Martino) viene incisa nell'aprile del '72, sul lato A del vinile, con l'intenzione di presentarla al Disco per l'estate, ma poi viene deciso di sostituirla con Haum. La canzone tuttavia diventa la sigla televisiva della trasmissione Il suo nome per favore, quindi un certo successo lo riscuote. Sul lato B viene incisa È l'ora, scritta da Mogol e Lavezzi, ma non cantata da Fossati in quanto stava svolgendo il servizio militare ed il suo abbandono del gruppo era ormai certo. Questa canzone viene adoperata come sigla televisiva di Scacco al Re. Ne esiste una prima versione, anch'essa stampata su 45 giri (non si sa in quante copie) in cui veniva cantato verso "Fra l'odore del muschio tu sarai più maschio" , poi modificato, per timore di censura, in "Fra l'odore del muschio tu sarai più giusto".

## Tracce

### Lato A
1. Treno - 2:58 (Ivano Fossati, Mimmo Di Martino)

### Lato B
1. È l'ora - 3:52 (Giulio Rapetti Mogol, Mario Lavezzi)

## Formazione
- Mimmo Di Martino - voce, chitarra acustica
- Ettore Vigo - tastiere
- Marcello Reale - basso
- Peppino Di Santo - batteria